# Happy Halloween, Scooby-Doo!
Happy Halloween, Scooby-Doo! è un film del 2020 diretto da Maxwell Atoms basato sui personaggi di Scooby-Doo.
I primi minuti del film d'animazione sono stati presentato al New York Comic Con l'11 ottobre 2020, seguito dal rilascio in DVD il 15 settembre in esclusiva per Walmart e in digitale il 6 ottobre in America. In Italia venne trasmesso il 1 novembre 2020 su Boomerang ed in seguito proposto on-demand su Sky il giorno successivo. Inoltre è anche un altro crossover che unisce alcuni personaggi nella saga di Scooby-Doo, tra cui Elvira, Bill Nye e lo Spaventapasseri (dal mondo di Batman della DC).

## Trama
La Misteri Affini si trova alla parata di Halloween per risolvere il mistero di uno spaventapasseri che semina il panico tra i cittadini di Crystal Cove. Infatti, dopo averlo catturato, la gang scopre che sotto la maschera è il nemico di Batman, il dottor Jonathan Crane, ovvero lo Spaventapasseri di Gotham City, che prima di essere arrestato minaccia la fiducia di Velma nella logica e rivela che non sarebbe stato il caso a farli incontrare. Nonostante il successo, lo sceriffo Cutler Toe rimprovera nuovamente i ragazzi di aver risolto il mistero e che dovrebbero lasciar fare alle forze dell'ordine il proprio lavoro. Dopo la risoluzione del mistero Shaggy e Scooby vanno in giro per le case a fare dolcetto o scherzetto e si trovano di fronte ad un campo di zucche allagato da rifiuti tossici. Le zucche prendono vita ed iniziano a distruggere la città e ad inghiottire le persone trasformandole a loro volta in zucche mutanti. Nel frattempo, Daphne chiede ad Elvira, la quale si trova in città per la parata di Halloween, da farle da mentore e Fred e Velma ricevono in regalo una nuova e tecnologica Mystery Machine da parte di Bill Nye per rimpiazzare l'originale che era stata distrutta. All'improbabile squadra di adolescenti e personaggi televisivi si ritrovano per sbaglio anche Mike e sua figlia Michelle che scappano insieme agli altri in autostrada inseguiti dalle zucche che hanno preso controllo di auto e carri da parata. Dopo un inseguimento bizzarro, Velma riesce a raggiungere il furgone della polizia dove Jonathan Crane è in gabbia per chiedergli risposte ed inizia a dubitare delle sue conoscenze. Di conseguenza, Velma libera Crane che aiuta la gang a scappare prima di essere preso dalle zucche. La squadra fugge nella foresta dove ingegna una trappola per le zucche. Dopo un duello contro le zucche, Velma farà i conti con le sue paure ed insicurezze e ritrova la forza nella fiducia nei suoi compagni per risolvere il mistero.

## Musiche
La canzoni del film sono scritte da Maxwell Atoms, Steve Rucker ed Andy Sturmer e sono interpretate da Morgan Kibby, Steve Rucker, Susanna Benn e Andy Sturmer. Nella versione italiana le canzoni sono interpretate da Clizia Aloisi e Daniele Grammaldo.

## Continuità
Si tratta del 31º film d'animazione di Scooby-Doo per DVD, preceduto da Scooby-Doo! e il ritorno sull'isola degli zombie e seguito da Scooby-Doo! Alla corte di Re Artù. Inoltre, il film riprende i personaggi dello sceriffo Cutler Toe e di Elvira già presenti nel film Scooby-Doo! e il ritorno sull'isola degli zombie di cui alcune scene in flashback vengono riproposte nel film, creando una continuità tra i due film, spesso assente tra i film in DVD di Scooby-Doo.

## Curiosità
Maxwell Atoms, produttore, scrittore e regista del film ha affermato di aver preso spunto per le zucche mutanti dall'episodio speciale di Halloween di Billy e Mandy, da lui scritto e per le scene degli inseguimenti in auto da Mad Max.